# 후쿠하라 시노부
후쿠하라 시노부(일본어: 福原 忍, 1976년 12월 28일 ~ )는 일본의 전 프로 야구 선수이며, 현재 센트럴 리그인 한신 타이거스의 1군 투수 코치이다.

## 인물

### 프로 입단 전
히로시마현 미요시시 출신으로 니오카 도모히로와는 초등학교부터 고료 고등학교 시절까지 동창으로 초등학교 때 4번이나 같은 반에 속해 있었다. 야구를 시작한 것도 니오카의 형에게 영향을 받았다. 고교 3학년 때 니오카와 두 개의 간판으로 여름 히로시마 현 대회에서 강력한 우승 후보로 점쳐졌으나 아라이 다카히로를 앞세운 히로시마 현립 히로시마 공업고등학교에게 패배했다. 이후 도토 대학 야구 연맹에 속한 도요 대학에 진학해 4학년 추계 리그에서 2부 리그 6연승으로 1부로의 승격의 원동력이 되었다. 1998년의 드래프트 회의에서 한신 타이거스에게 3순위로 지명받아 입단하였다.

### 프로 입단 후

#### 입단 초기 ~ 2004년
입단 초기부터 시속 150km를 넘나드는 강속구로 주목을 받았으며 1999년에는 감독이었던 노무라 가쓰야에게 발탁되어 4월 4일에 벌어진 요미우리 자이언츠와의 경기에서 5번째 투수로 등판해 본인의 프로 첫 승리이자 같은 해 신인 투수의 승리 1호를 거두었다. 신인 투수로서는 4월에 첫 승리와 첫 세이브를 올리는 구단 사상 최초의 기록을 세웠으며 릴리프 및 마무리로 전천후 활약하며 10승 7패 9세이브의 성적을 남겼다.
2000년과 2001년에는 선발 투수로 로테이션에 합류해 2000년 4월 18일의 대 요미우리 4차전에서 상대 타선을 4피안타로 억제하며 프로 첫 완봉승을 기록했다. 이후 시즌 후반에는 릴리프로 자리잡았으나 오른쪽 어깨에 문제가 생겨 2002년 오프 시즌에 수술을 받았다. 2003년 8월 31일의 야쿠르트 스왈로스 전에서 선발로 복귀전을 치러 승리를 거두었다. 한신에서 같은 등번호를 달았던 에나쓰 유타카와는 좌우의 차이가 있었지만 속구왕으로 팬들의 인기가 높았다.
2004년에 선발 로테이션에 합류하여 4월에 5승 무패 방어율 2.43으로 월간 MVP를 차지했다. 감독 추천으로 같은 해 올스타전에 출전, 2차전에서 선발 등판해 3이닝을 신조 쓰요시의 홈스틸 1실점으로 억제하며 신인상을 수상했지만 타선의 도움을 받지 못해 패전 투수가 되었다. 후반기에는 상태가 나빠지며 호투한 경기에서도 타선의 지원을 받지 못해 승리를 거두지 못하며 방어율은 리그 7위였으나 10승 15패로 5할을 밑도는 성적을 거두었다. 같은 해의 요미우리 전에서는 강한 면모를 보여 5월 13일에는 7이닝 동안 호투하며 요미우리가 개막전부터 이어오던 연속 홈런 기록을 중단시키는등 8경기에 등판해 6승 무패 방어율 1.73의 성적을 남겼다.

#### 2005년 ~ 2008년
2005년에는 전년도와 마찬가지로 호투를 하고도 승리를 챙기지 못하는 불우한 경기가 이어지며 리그 7위인 8승 14패의 성적을 거두었다.
2006년에는 허리 통증으로 부진했지만 슬로우 커브를 중심으로 완급 조절을 이용한 투구로 발군의 안정감을 보이며 승리를 거두게 되었다. 페넌트 종반에는 이가와 게이를 밀어내고 선발 로테이션의 중심에 서게 되었다. 9월 10일 대 요코하마 베이스타스 전에서 개인 신기록인 11승 째를 거두었고 최종 성적 12승 5패, 리그 2위의 기록인 방어율 2.09의 좋은 성적을 남겼다. 오프 시즌에는 팀 메이트인 안도 유야와 영화 《푸른 하늘의 룰렛》(2007년)에 출연했다.
2007년에는 이적한 이가와를 대신해 에이스의 역할을 맡아줄 것으로 기대되었으나 캠프의 합류가 늦어져 투구 내용도 2승 8패, 방어율 6.53에 그쳤다.
2008년에는 부상없이 조정하는 방법을 터득해 개막 3차전인 3월 30일의 요코하마 전에서 시즌 첫 등판을 완봉승으로 장식하는 등 절호의 스타트를 끊었으나 4월 24일의 주니치 드래곤스와의 경기에서 번트를 시도하던 중 공이 오른손 검지 손가락에 맞으며 부상으로 이탈했다. 시즌 후반에 복귀했으나 2007년과 마찬가지로 실망스러운 성적에 그쳤다.

#### 2009년 ~ 2012년
2009년에는 완투하는 경기도 종종 있었으나 시즌 내내 이어진 끊임없는 부진으로 3승 10패로 큰 손실을 기록했다.
2010년에는 선발 로테이션에 멀어져 7월까지 거의 2군을 전전했다. 8월 이후부터는 주로 패전 처리로 등판하였으나 방어율 5.18로 좋은 성적을 거두지 못했으며 프로 입단 후 첫 무승으로 눈에 띄는 활약은 하지 못했다.
2011년에는 중간 계투로 활약했다. 초반에는 뒤지고 있는 상황에서의 등판이 주를 이루었으나 본인의 호투와 셋업맨 역할을 수행하던 고바야시 히로유키, 구보타 도모유키의 부진으로 승리 상황에서 등판 기용이 늘어나게 되었다. 9월 7일의 대 히로시마 도요 카프 전에서 2년 만의 승리를 거두었다. 마지막으로 자신의 시즌 기록 등판을 갱신하는 55경기에 등판해 방어율 2.59, 11홀드를 기록하며 오랜 슬럼프에서의 부활을 선언했다.
2012년에도 중간 계투로 안정적인 모습을 이어가며 5월 4일 요미우리 전에서 구속이 시속 153km를 기록했다. 6월 14일 사이타마 세이부 라이온스 전에서 1점 앞선 9회 말 4번째로 등판해 삼자 범퇴로 11년 만에 세이브를 기록했다. 본인 최다 기록인 60경기에 등판해 방어율 1.76, 18홀드로 2011년보다 안정적인 성적을 거두었다. 메이저 리그의 여러 구단이 영입에 나설 움직임을 보였으나 한신 잔류를 결정했다.

#### 2013년 ~
2013년에도 중간 계투로 개막 당초부터 안정된 피칭을 이어나가며 시즌 중반 허리 통증으로 인한 등록 말소는 있었지만 본래 마무리를 맡던 구보 야스토모가 부진으로 2군에 강등된 가운데 마무리로 정착하며 8월 24일의 주니치 전에서 자신의 시즌 첫 두 자릿 수 세이브를 기록했다. 최종 성적은 개인 최다인 14세이브와 개인 최저 방어율인 1.20로 큰 활약을 펼치며 베테랑인 안도, 가토 고스케와 함께 중간 계투진을 지탱했다.

## 플레이 스타일
평균 구속은 약 145 km/h, 최고 구속은 153 km/h인 속구와 110 km/h 전후에서 형성되는 낙차 큰 슬로우 커브를 중심으로 커터, 슬라이더, 포크볼, 슈트 등을 구사한다.
투수치고는 타격에도 소질이 있어 2006년 시즌까지 2개의 홈런을 기록했다. 2006년 8월 19일에는 적시타 2개 포함 3안타를 날리며 승리 투수가 되기도 하였다.

## 상세 정보

### 출신 학교
- 고료 고등학교
- 도요 대학

### 선수 경력
- 한신 타이거스(1999년 ~ 2016년)

### 지도자 경력
- 한신 타이거스 2군 육성 겸 투수코치(2017년 ~ 2018년)
- 한신 타이거스 1군 투수코치(2019년 ~ )

### 수상·타이틀 경력

#### 타이틀
- 최우수 중간 계투 : 2회(2014년, 2015년)

#### 수상
- 월간 MVP : 1회(2004년 4월)
- 올스타전 신인상(2004년)

### 개인 기록

#### 투수 기록
- 첫 등판 : 1999년 4월 2일, 대 요미우리 자이언츠 1차전(도쿄 돔), 8회말 1사에 4번째 투수로서 구원 등판·마무리, 2/3이닝 2실점
- 첫 승리 : 1999년 4월 4일, 대 요미우리 자이언츠 3차전(도쿄 돔), 7회말에 5번째 투수로서 구원 등판, 1과 1/3이닝 2실점
- 첫 탈삼진 : 상동, 7회말에 고토 고지로부터 헛스윙 삼진
- 첫 세이브 : 1999년 4월 18일, 대 야쿠르트 스왈로스 3차전(후쿠오카 돔), 7회말에 3번째 투수로서 구원 등판·마무리, 3이닝 무실점
- 첫 선발·첫 선발 승리 : 2000년 4월 4일, 대 야쿠르트 스왈로스 1차전(메이지 진구 야구장), 7과 1/3이닝 무실점
- 첫 완투 승리·첫 완봉 승리 : 2000년 4월 18일, 대 요미우리 자이언츠 4차전(도쿄 돔)
- 첫 홀드 : 2011년 4월 16일, 대 주니치 드래곤스 2차전(나고야 돔), 12회말에 6번째 투수로서 구원 등판, 1/3이닝 무실점

#### 타격 기록
- 첫 안타 : 1999년 5월 8일, 대 요코하마 베이스타스 7차전(요코하마 스타디움), 8회초에 야노 에이지로부터 우전 안타
- 첫 홈런·첫 타점 : 2001년 4월 1일, 대 요미우리 자이언츠 3차전(도쿄 돔), 2회초에 사이토 마사키로부터 좌월 솔로 홈런

#### 기록 달성 경력
- 통산 1000투구 이닝 : 2009년 4월 25일, 대 히로시마 도요 카프 5차전(MAZDA Zoom-Zoom 스타디움 히로시마), 2회말 3아웃에서 기다 고를 2루 땅볼로 잡아 달성 ※역대 317번째
- 통산 1000탈삼진 : 2014년 5월 4일, 대 도쿄 야쿠르트 스왈로스 8차전(메이지 진구 야구장), 8회말에 유헤이로부터 헛스윙 삼진 ※역대 137번째
- 통산 500경기 등판 : 2014년 7월 25일, 대 히로시마 도요 카프 11차전(MAZDA Zoom-Zoom 스타디움 히로시마), 8회초에 3번째 투수로서 구원 등판, 1이닝 무실점 ※역대 93번째

#### 기타
- 올스타전 출장 : 1회(2004년)

### 등번호
- 28(1999년 ~ 2016년)
- 85(2017년 ~ )

### 연도별 투수 성적
| 연 도       | 소 속       | 등 판 | 선 발 | 완 투 | 완 봉 | 무 4 구 | 승 리 | 패 전 | 세 이 브 | 홀 드 | 승 률 | 타 자 | 이 닝  | 피 안 타 | 피 홈 런 | 볼 넷 | 고 4 | 몸 맞 | 탈 삼 진 | 폭 투 | 보 크 | 실 점 | 자 책 점 | 평 자 책 | W H I P |
| ----------- | ----------- | ----- | ----- | ----- | ----- | ------- | ----- | ----- | -------- | ----- | ----- | ----- | ------ | -------- | -------- | ----- | ---- | ----- | -------- | ----- | ----- | ----- | -------- | -------- | ------- |
| 1999년      | 한신        | 54    | 0     | 0     | 0     | 0       | 10    | 7     | 9        | --    | .588  | 303   | 70.1   | 70       | 6        | 27    | 3    | 1     | 53       | 3     | 0     | 33    | 32       | 4.09     | 1.38    |
| 2000년      | 한신        | 36    | 14    | 1     | 1     | 0       | 5     | 9     | 3        | --    | .357  | 500   | 117.2  | 109      | 10       | 42    | 2    | 3     | 119      | 4     | 0     | 55    | 43       | 3.29     | 1.28    |
| 2001년      | 한신        | 39    | 16    | 0     | 0     | 0       | 9     | 12    | 1        | --    | .429  | 569   | 129.1  | 120      | 5        | 71    | 3    | 4     | 104      | 7     | 1     | 55    | 45       | 3.13     | 1.48    |
| 2002년      | 한신        | 25    | 0     | 0     | 0     | 0       | 1     | 2     | 0        | --    | .333  | 128   | 30.0   | 33       | 1        | 7     | 1    | 3     | 30       | 3     | 0     | 20    | 17       | 5.10     | 1.33    |
| 2003년      | 한신        | 5     | 4     | 0     | 0     | 0       | 2     | 2     | 0        | --    | .500  | 96    | 22.0   | 20       | 3        | 10    | 0    | 0     | 27       | 0     | 0     | 9     | 7        | 2.86     | 1.36    |
| 2004년      | 한신        | 29    | 29    | 2     | 1     | 1       | 10    | 15    | 0        | --    | .400  | 779   | 181.1  | 190      | 13       | 58    | 0    | 4     | 148      | 13    | 0     | 88    | 78       | 3.87     | 1.37    |
| 2005년      | 한신        | 28    | 26    | 3     | 2     | 1       | 8     | 14    | 0        | 0     | .364  | 721   | 171.2  | 172      | 20       | 45    | 0    | 6     | 124      | 3     | 1     | 74    | 67       | 3.51     | 1.26    |
| 2006년      | 한신        | 24    | 23    | 3     | 0     | 0       | 12    | 5     | 0        | 0     | .706  | 636   | 154.2  | 143      | 8        | 42    | 0    | 6     | 119      | 4     | 0     | 44    | 36       | 2.09     | 1.20    |
| 2007년      | 한신        | 19    | 14    | 0     | 0     | 0       | 2     | 8     | 0        | 0     | .200  | 329   | 71.2   | 101      | 5        | 19    | 0    | 3     | 42       | 4     | 0     | 53    | 52       | 6.53     | 1.67    |
| 2008년      | 한신        | 8     | 6     | 1     | 1     | 0       | 3     | 2     | 0        | 0     | .600  | 145   | 34.0   | 38       | 4        | 12    | 0    | 0     | 17       | 3     | 0     | 13    | 13       | 3.44     | 1.47    |
| 2009년      | 한신        | 14    | 14    | 1     | 0     | 1       | 3     | 10    | 0        | 0     | .231  | 328   | 74.1   | 77       | 9        | 27    | 0    | 3     | 45       | 1     | 1     | 47    | 40       | 4.84     | 1.40    |
| 2010년      | 한신        | 19    | 0     | 0     | 0     | 0       | 0     | 1     | 0        | 0     | .000  | 104   | 24.1   | 25       | 5        | 10    | 0    | 0     | 20       | 3     | 0     | 15    | 14       | 5.18     | 1.44    |
| 2011년      | 한신        | 55    | 0     | 0     | 0     | 0       | 2     | 3     | 0        | 11    | .400  | 204   | 48.2   | 41       | 5        | 16    | 0    | 1     | 59       | 1     | 0     | 20    | 14       | 2.59     | 1.17    |
| 2012년      | 한신        | 60    | 0     | 0     | 0     | 0       | 2     | 4     | 1        | 18    | .333  | 216   | 51.0   | 48       | 2        | 12    | 1    | 4     | 43       | 3     | 0     | 13    | 10       | 1.76     | 1.18    |
| 2013년      | 한신        | 50    | 0     | 0     | 0     | 0       | 4     | 0     | 14       | 14    | 1.000 | 184   | 45.0   | 40       | 2        | 11    | 1    | 2     | 38       | 1     | 0     | 9     | 6        | 1.20     | 1.13    |
| 2014년      | 한신        | 60    | 0     | 0     | 0     | 0       | 4     | 6     | 0        | 38    | .400  | 224   | 53.1   | 55       | 8        | 13    | 0    | 2     | 47       | 1     | 0     | 24    | 24       | 4.05     | 1.27    |
| 2015년      | 한신        | 61    | 0     | 0     | 0     | 0       | 6     | 4     | 1        | 33    | .600  | 223   | 53.2   | 55       | 4        | 18    | 0    | 0     | 40       | 1     | 0     | 19    | 18       | 3.02     | 1.36    |
| 통산 : 17년 | 통산 : 17년 | 586   | 146   | 11    | 6     | 2       | 83    | 104   | 29       | 114   | .444  | 5689  | 1333.0 | 1337     | 110      | 440   | 11   | 42    | 1075     | 55    | 3     | 591   | 516      | 3.48     | 1.33    |

- 2015년 시즌 종료 기준.
- 굵은 글씨는 시즌 최고 성적.